# Ludolf Wilhelm Fricke
Ludolf Wilhelm Fricke (* 8. März 1840 in Stelle bei Isernhagen; † 3. Februar 1899 in Hannover) war ein deutscher evangelischer Geistlicher, Pastor und Vorsteher des Stephansstiftes, das er zu einer der wichtigsten diakonischen Einrichtungen der Evangelisch-lutherischen Landeskirche Hannovers entwickelte. Der Lieder-Dichter, Theologe und Autor wirkte zudem als Förderer der Chormusik und gilt insbesondere als Initiator der Niedersächsischen Landesposaunenfeste.

## Leben

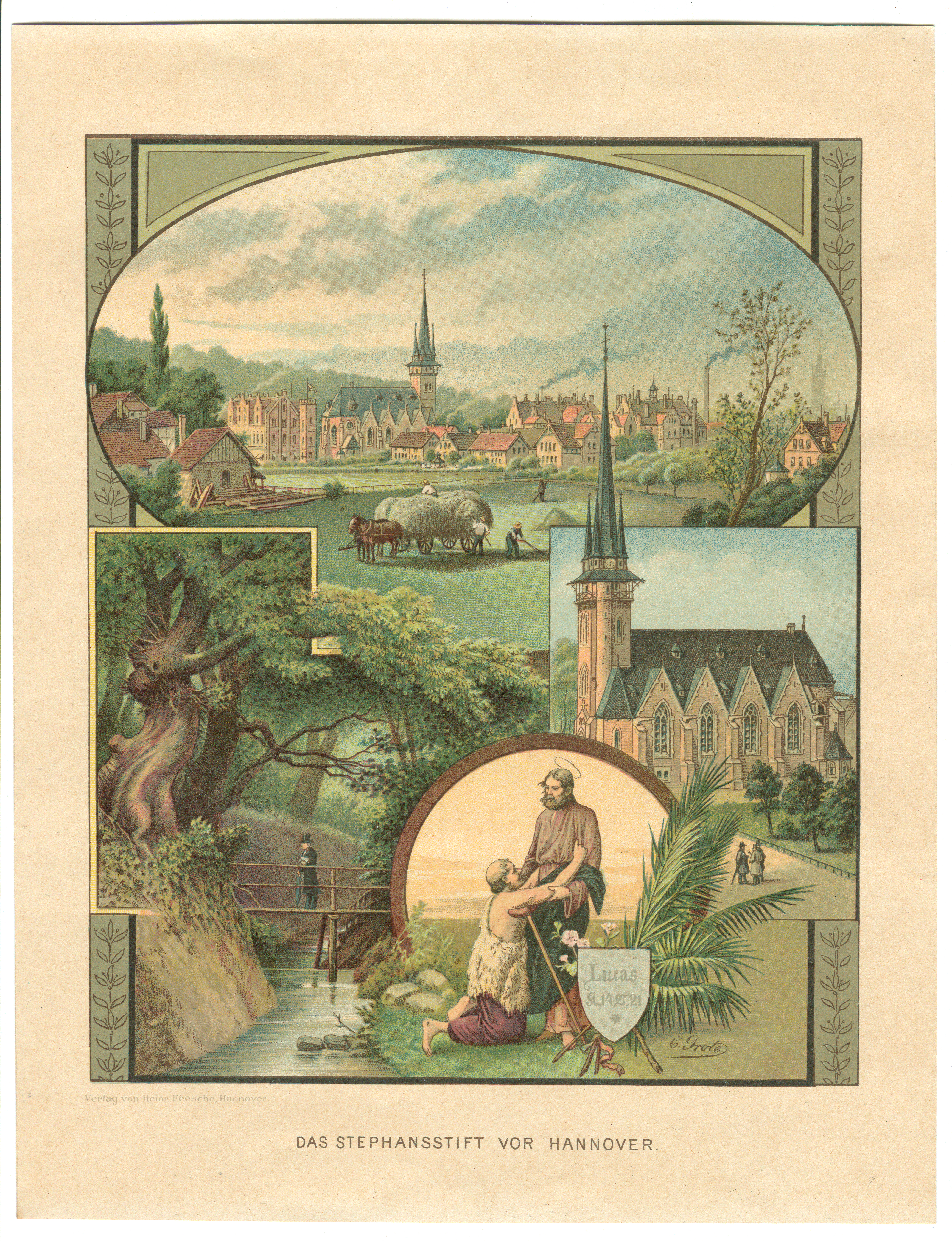
Die Einweihung der von Fricke in Auftrag gegebene und von Eberhard Hillebrand geplanten Stiftskirche des Stephansstiftes 1895 konnte der Geistliche krankheitsbedingt nicht mehr miterleben;
Lithographie von Carl Grote, um 1902

Ludolf Wilhelm Fricke wurde zur Zeit des Königreichs Hannover in Stelle geboren als Sohn eines Müllers und Anbauers. Als Nachgeborener musste der Jugendliche noch auf das von ihm gewünschte Studium der Theologie verzichten. Dennoch konnte er als Lehrer in Neuwarmbüchen bei Hannover schon früh erste Erfahrungen als Pädagoge sammeln, ebenso als Hauslehrer bei dem Konsistorialrat Ernst Cammann in Hannover.
Durch eine Erbschaft erlangte Fricke dann doch noch die notwendigen finanziellen Mittel für das Studium der Theologie. Nachdem er zuerst sein Abitur nachholte und Sprachen erlernte, legte er in Göttingen an der Georg-August-Universität im Jahr 1870 sein erstes Examen ab. Nach seiner Prädikantenzeit in Osnabrück bestand er das zweite Examen und wurde anschließend als Kollaborateur in Neuenkirchen im Landkreis Melle bei dem dort wirkenden Pastor Gerding tätig.
In der Gründerzeit des Deutschen Kaiserreichs erhielt Fricke seine Berufung an das Stephansstift, zunächst in die Stelle des Oberhelfers für den dort tätigen Pastor Julius Freytag. Schon kurz nach seinem Amtsantritt zur Anleitung von Diakonen führte Fricke die angewandte Blasmusik als Pflichtfach ein.
Zu Beginn seiner insgesamt 21 Jahre andauernden Tätigkeit am Stephansstift erweiterte Fricke das Stiftsgelände durch Kauf und Tausch und gliederte dem Stift verschiedenen Ausbildungsstätten an. 1873 trat er die Nachfolge Freytags als Stiftsvorsteher an, begann mit seiner Erziehungstätigkeit und initiierte im selben Jahr den Posaunenchor des Stephansstiftes, der bald eine wichtige Rolle in der sich allmählich entwickelnden Stiftsgemeinde spielte.
Im Jahr 1875 nahm Fricke erstmals alte, zum Teil auch kranke Männer im Stephansstift auf.
1880 gründete der Stiftsvorsteher zudem das Blatt Monatsbote aus dem Stephansstift, über das er mittels eigener Beiträge bei einer wachsenden Zahl sowohl von Gemeindemitgliedern der Landeskirche Hannovers als auch bei Pastoren andernorts vor allem das Interesse für Diakonie im Zusammenhang mit Bläsermusik weckte und förderte.
Durch die Errichtung weiterer Gebäude und Strukturen schuf Fricke ab 1881 die Möglichkeiten einer nach dem Vorbild des Rauhen Hauses in Hamburg für die damalige Zeit modernen Gruppenerziehung. Bald agierte der Seelsorger in drei von ihm abgesteckten Bereichen:
1. Diakonie-Ausbildung, offen auch für Menschen, die nicht selbst Diakon werden wollten;
2. Erziehung sowohl schulpflichtiger Jungen als auch bereits schulentlassener junger Männer, und
3. die Betreuung und Pflege alter Männer.[2]

Den Diensten der Bläser und der von ihm geförderten Blasmusik aber maß der Seelsorger und Pädagoge eine alles übergreifende Rolle zu. Bei den regelmäßigen Jahresfesten des Stiftes an Christi Himmelfahrt übernahmen die Blasmusiker vor allem die aufbauende Funktion des „Mit-Teilens“ von Freude. So berichtete Fricke nachträglich über das Jahresfest 1880 in seinem Monatsboten über den Beginn des Pilgerns und der Musik schon eine Stunde vor den eigentlichen Feierlichkeiten, über das frühe „[...] posaunen, sodaß die Festgäste schon von Weitem das Grüßen hören konnten.“ Den Bläsern wies Fricke sowohl die Begleitung des Gemeindegesanges zu als auch allgemein „[...] die Aufgabe des Grüßens, des Freudebringens“.
Der agile Seelsorger ersann immer neue Feiermöglichkeiten sowohl für seine Glaubensbrüder als auch für seine Schutzbefohlenen. Nachdem er in dem Dorf Misburg 25 Morgen Moor- und Weidefläche erworben hatte, organisierte er jährlich im August seine bald im ganzen Land bekannten „Moorfeste“. Der Publizist Otto Strecker berichtete, dass Menschen mit der gesamten Gemeinde und mit Trommeln und dem Posaunenchor voran zu Spiel, Gesang und Fröhlichkeit ins Moor pilgerten und die Gäste erst abends bei Lampionschein bis zum Pferdeturm zurück begleitet wurden.
Mittels seines Monatsbotens setzte sich Fricke darüber hinaus für die Pflege und Gründung neuer Posaunenchöre im ganzen Land ein, fragte 1880, warum denn nicht jedes Dorf einen Posaunenchor haben sollte.
In seiner eigenen Lehranstalt entdeckte Fricke auch das musikalische Ausnahmetalent von Bernhard Ueberwasser (1866–1926), den jungen Diakon und „Posaunenmeister“, den er bald darauf anderen Gemeinden als Lehrmeister zusandte.
Im Bewusstsein der Gemeinschafts-fördernden Wirkung größerer Posaunentreffen lud Ludolf Wilhelm Fricke erstmals 1884 zum „Jahresfest und Posaunenfest“ ein, im Folgejahr bereits zum „Jahresfest und Landesposaunenfest“. Doch erst nach Absprache mit dem Hannoverschen Missionsverein trugen am Pfingstdienstag, den 7. Juli 1887 rund 240 Mitwirkende ihre Choralmusik bis ins Zentrum der Stadt hinein, fanden sich auf dem nun erstmals organisierten Hannoverschen Landesposaunenfest rund 14.000 Gäste aus allen Teilen der damaligen Provinz Hannover und Ostfrieslands ein. Die von Fricke initiierten Landesposaunenfeste wurden nun eine feste Einrichtung der Hannoverschen Landeskirche und fanden in den Jahren 1888, 1890, 1896, 1900 und 1905 statt, bis sie 1910 nach Verden an der Aller verlegt wurden.
Pastor Ludolf Wilhelm Fricke jedoch hatte sich „[...] mit rückhaltlosem Einsatz seiner Gaben und Kräfte“ für die Menschen rund um das von ihm ausgestaltete Stephansstift vor seiner Zeit verzehrt: 1895, zum 1. April, war der zuvor stets so agile Seelsorger nun aus Krankheitsgründen vorzeitig in den Ruhestand versetzt worden, konnte die im selben Jahr erfolgte feierliche Einweihung der von ihm geplanten Stiftskirche am Himmelfahrts-Tag nicht miterleben. Doch erst Jahre später, am 3. Februar 1899, verstarb er nach einem schweren Nervenleiden.
Schon zuvor hatte Pastor Paul Oehlkers ab 1897 das Werk Frickes fortgeführt, allerdings mit neuen Akzenten.

## Lieder
Posthum erschienen:
- Mein Herz leg' ich in Jesu Hand, in: Niedersächsisches Volksliederbuch, Hannover: Selbstverlag des Komitees für die weibliche Jugend, 1914

## Ehrungen
- Die – denkmalgeschützte – Ludolf-Wilhelm-Fricke-Schule Hannover im Stadtteil Kleefeld[5] wurde zu Ehren des verstorbenen Stiftungsvorstehers nach dem Seelsorger benannt.[6]
- Auch die in Borstel im Landkreis Diepholz betriebene Ludolf-Wilhelm-Fricke-Schule Borstel ehrt den Pastor durch ihre Namensgebung.[7]